# Johann Nicolaus Friedrich Brauer
Pour les articles homonymes, voir Brauer.
Johann Nicolaus Friedrich Brauer (né le 20 février 1754 à Büdingen - mort le 17 novembre 1813 à Karlsruhe) était un fonctionnaire et un homme politique allemand. 

## Vie et activités
Brauer est le fils de Christoph Friedrich Brauer et de Sabine Rücker, fille de l'ancien maire de Francfort-sur-le-Main. Son père est Canzlei-Direktor au service du comté d'Isenburg. Brauer se marie en premières noces avec Wilhelmine Luise Friderike Hemeling et en secondes noces avec Luise Preuschen. Six enfants naissent du premier mariage et trois du second.
Brauer étudie le droit à Giessen et Göttingen. En 1774, il entre au service de l'État de Bade. En 1775, il devient assesseur, en 1777 conseiller de la cour et du gouvernement et en 1788 conseiller privé de la cour. À partir de 1790, il exerce la fonction de directeur du conseil de la cour et membre du collège du conseil privé (Geheimratskollegium). En 1792, Brauer devient conseiller privé et directeur du conseil ecclésiastique luthérien. 
Pendant la période de la confédération du Rhin, Brauer a été pendant un temps l'homme politique le plus important de Bade. Après les réformes de l'administration, Brauer prend en 1807 la direction du ministère de l'Intérieur nommé Département de la police. Une année plus tard, il devient ministre remplaçant au ministère de la Justice et membre du Conseil d'État. En 1810, il est conseiller ministériel et ministre remplaçant au ministère des Affaires étrangères. À partir de 1811, Brauer est conseiller rapporteur du cabinet au ministère de l'Intérieur et des Affaires étrangères. Il est un conseiller important du grand-duc Charles Ier de Bade et de son fils Charles Louis de Bade. Il perd son influence lors du gouvernement de Sigismund von Reitzenstein en 1809-1810.
Depuis 1789 déjà, Brauer participe à la préparation de nombreuses lois importantes. Dans la suite de la sécularisation et de la médiatisation des principicules rattachées à Bade après 1803, Brauer a influencé de manière essentielle l'incorporation des nouveaux territoires. Même les lois de réformes de la première phase de la confédération du Rhin à partir de 1806 sont essentiellement l'œuvre de Brauer. La réception que Brauer fait du Code civil et son adaptation à la situation du Bade sont d'une importance centrale. En 1810, le Badisches Landrecht entre en vigueur et restera en place jusqu'en 1899. Un premier projet de constitution proposé en 1809 n'est pas mis en place.
Parallèlement à ses activités au service de l'État, Brauer est un auteur et un éditeur prolifique. On peut citer ses explications du Code Napoléon en six volumes (Karlsruhe 1809-1812). En dehors des écrits juridiques, il est l'auteur d'œuvres théologiques et même de chansons liturgiques. Brauer était en contact avec Johann Peter Hebel et Johann Heinrich Jung-Stilling.